# Palacio arzobispal de Kroměříž
El palacio arzobispal de Kroměříž (en alemán: Schloss Kremsier, en checo: Zámek Kroměříž o Arcibiskupský zámek) en Kroměříž, República Checa, solía ser la residencia principal de los obispos y desde 1777 arzobispos de Olomouc.
La primera residencia en el lugar fue fundada por el obispo Stanislas Thurzo en 1497. El edificio era de estilo gótico tardío, con una cierta cantidad de detalle renacentista. Durante la Guerra de los Treinta Años, el castillo fue saqueado por el ejército sueco (1643).
No fue hasta el año 1664 cuando un obispo de la poderoso familia Liechtenstein encargó al arquitecto Filiberto Lucchese la renovación del palacio en un estilo barroco. El monumento principal de la obra de Lucchese en Kroměříž es el Jardín de recreo en frente del castillo. A la muerte de Lucchese en 1666, Giovanni Pietro Tencalla completó su obra en el jardín formal e hizo que se reconstruyera el palacio en un estilo que recordaba a la escuela turinesa a la que pertenecía.
Después de que el castillo fuera devorado por un gran fuego en marzo de 1752, dos artistas imperiales destacados, Franz Anton Maulbertsch y Josef Stern, llegaron a la residencia para decorar los salones del palacio con su obra. Además de sus pinturas, el palacio todavía alberga una colección de arte, generalmente considerada la segunda del país, después de la Galería Nacional de Praga, que incluye la última pintura mitológica de Tiziano, El castigo de Marsias. La parte principal de la colección fue adquirida por el obispo Karel en Colonia en 1673. El palacio también contiene un sobresaliente archivo musical y una biblioteca de 33.000 volúmenes.
La Unesco incluyó el palacio y el jardín dentro de la lista de lugares Patrimonio de la Humanidad en 1998. Como explica el informe de la nominación, «el castillo es un ejemplo bueno pero no sobresaliente de un tipo de residencia aristocrática o principesca que ha sobrevivido ampliamente en Europa. El Jardín de Recreo, por el contrario, es un ejemplo muy raro y prácticamente intacto de un jardín barroco». Aparte de los parterres formales hay también un jardín inglés del siglo XIX, que resultó dañado durante las inundaciones del año 1997.
Los interiores del palacio fueron usados ampliamente por Miloš Forman como plató representante del Palacio Imperial de Hofburg de Viena durante la filmación de Amadeus (1984), basada en la vida de Wolfgang Amadeus Mozart (quien de hecho nunca visitó Kroměříž). La principal cámara de audiencias fue también usada en el rodaje de Amor inmortal (1994), en la escena de concierto de piano.